# George James Hopkins
George James Hopkins (Pasadena, 23 marzo 1886 – Los Angeles, 11 febbraio 1985) è stato uno scenografo e costumista statunitense.
Firmò anche la sceneggiatura di quattro film. 

## Biografia

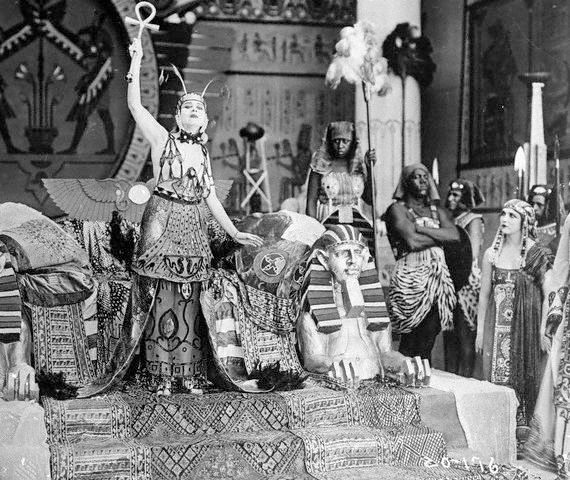
Theda Bara in Cleopatra (1917) - scene e costumi

Nato a Pasadena nel 1886, Hopkins cominciò a lavorare come scenografo teatrale dopo aver studiato design al college. Nel 1917, si avvicinò al cinema e trovò lavoro alla Fox Film Corporation diventando collaboratore fisso per alcuni anni di J. Gordon Edwards. Hopkins esordì come scenografo e costumista in Cleopatra, il film interpretato nel 1917 da Theda Bara, pellicola che provocò grande scandalo in gran parte proprio a causa dei suoi costumi che lasciavano assai poco spazio all'immaginazione.

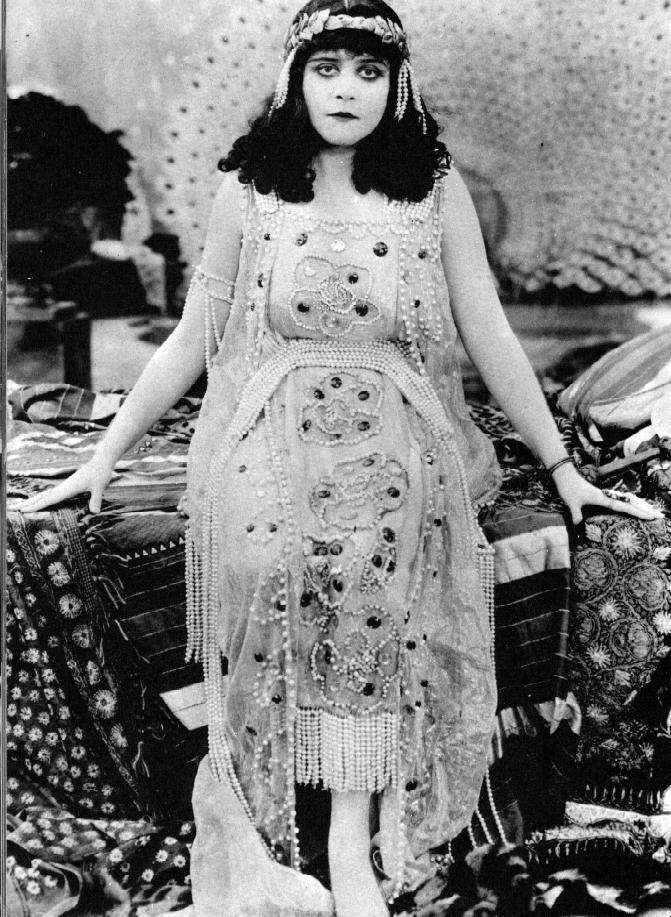
Theda Bara in Salomè (1918) - scene e costumi

Negli anni venti, Hollywood fu sconvolta dalla morte di un amico di Hopkins, il famoso attore e regista William Desmond Taylor che fu trovato ucciso nel proprio bungalow. Durante le indagini per scoprire l'assassino (che non fu mai trovato), vennero seguite varie piste e nacquero, com'era inevitabile, data la fama delle persone coinvolte, numerose voci più o meno attendibili. Tra queste, anche quella che le prove fossero state inquinate perché alcuni documenti erano stati portati via dalla scena del delitto per ordine di Charles Eyton, general manager della Famous Players-Lasky Corporation. Una delle persone entrate nel bungalow per eseguire gli ordini di Eyton sarebbe stata proprio Hopkins, che restò coinvolto nel caso.
Essenzialmente arredatore, Hopkins ebbe una lunga carriera, che durò fino al 1975. Tra i suoi film, Schiavo d'amore, Vita col padre, L'altro uomo, Un tram che si chiama desiderio, I giorni del vino e delle rose, My Fair Lady, Chi ha paura di Virginia Woolf?, Hello, Dolly!. Nella sua carriera, fu candidato agli Oscar per ben 13 volte. Il suo ultimo lavoro fu nel 1975 per il film Il giorno della locusta, una storia ambientata nella Hollywood del 1938 dove, come scenografo, ricostruì gli arredi della città del cinema dei tardi anni trenta, un mondo e una società che Hopkins conosceva a menadito per esperienza diretta. Hopkins morì a 98 anni a Los Angeles, l'11 febbraio 1985.

## Filmografia

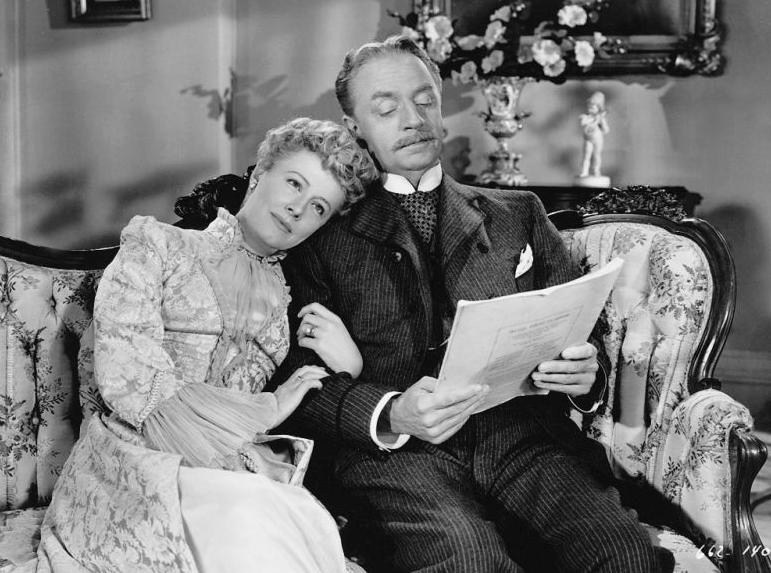
Irene Dunne e William Powell in Vita col padre (1947)

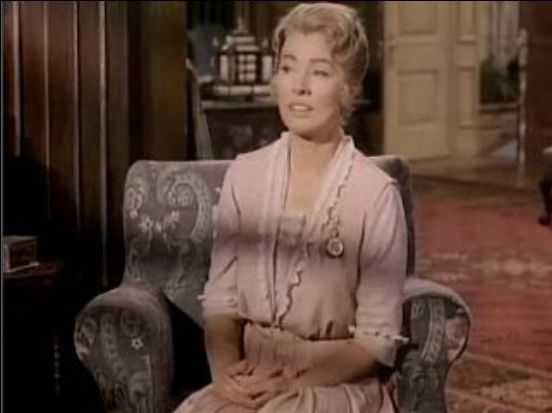
Greer Garson in Sunrise at Campobello (1960)

### Scenografo (parziale)
- Cleopatra, regia J. Gordon Edwards - architetto scenografo (1917)
- Salomè (Salome), regia di J. Gordon Edwards - architetto scenografo (1918)
- The Soul of Youth, regia di William Desmond Taylor - non accreditato (1920)
- La vita di Giulio Reuter (A Dispatch from Reuter's), regia di William Dieterle - arredatore (1940)
- The Hidden Hand, regia di Benjamin Stoloff - arredatore (1942)
- Mission to Moscow, regia di Michael Curtiz (1943)
- This Is the Army, regia di Michael Curtiz (1943)
- Sua Altezza è innamorata (Princess O'Rourke), regia di Norman Krasna (1943)
- Il giuramento dei forzati (Passage to Marseille), regia di Michael Curtiz - arredatore (1944)
- Janie, regia di Michael Curtiz (1944)
- Roughly Speaking, regia di Michael Curtiz (1945)
- Il romanzo di Mildred (Mildred Pierce), regia di Michael Curtiz (1945)
- Quella di cui si mormora (My Reputation), regia di Curtis Bernhardt (1946)
- ...e un'altra notte ancora (One More Tomorrow), regia di Peter Godfrey (1946)
- Orgasmo (Suspense), regia di Frank Tuttle - arredatore (1946)
- Schiavo d'amore (Of Human Bondage), regia di Edmund Goulding (1946)
- Il prezzo dell'inganno (Deception), regia di Irving Rapper (1946)
- Vita col padre (Life with Father), regia di Michael Curtiz (1947) - set decorator (Candidato all'Oscar 1948)
- Aquile dal mare (Task Force), regia di Delmer Daves - arredatore (1949)
- The Lady Takes a Sailor, regia di Michael Curtiz - arredatore (1949)
- L'altro uomo (Strangers on a Train), regia di Alfred Hitchcock - arredatore (1951)
- Un tram che si chiama Desiderio (A Streetcar Named Desire), regia di Elia Kazan - arredatore (1951)
- I'll See You in My Dreams, regia di Michael Curtiz - arredatore (1951)
- Perdono (This Woman Is Dangerous), regia di Felix E. Feist (1952)
- The Story of Will Rogers, regia di Michael Curtiz - scenografo (1952)
- L'amante di ferro (The Iron Mistress), regia di Gordon Douglas (1952)
- Quattro morti irrequieti (Stop, You're Killing Me), regia di Roy Del Ruth (1952)
- Il cantante di jazz (The Jazz Singer), regia di Michael Curtiz (1952)
- Io confesso (I Confess), regia di Alfred Hitchcock (1953)
- Sogno di Bohème (So This Is Love), regia di Gordon Douglas (1953)
- Solo per te ho vissuto (So Big), regia di Robert Wise (1953)
- Il delitto perfetto (Dial M for Murder), regia di Alfred Hitchcock (1954)
- È nata una stella (A Star is Born), regia di George Cukor (1954)
- La valle dell'Eden (East of Eden), regia di Elia Kazan (1955)
- Sogno d'amore (Sincerely Yours), regia di Gordon Douglas (1955)
- Furia d'amare (Too Much, Too Soon), regia di Art Napoleon (1958)
- La signora mia zia (Auntie Mame), regia di Morton DaCosta (1958)
- Lo zar dell'Alaska (Ice Palace), regia di Vincent Sherman (1960)
- Cash McCall, regia di Joseph Pevney (1960)
- Il buio in cima alle scale (The Dark at the Top of the Stairs), regia di Delbert Mann (1960)
- Sunrise at Campobello, regia di Vincent J. Donehue (1960)
- Febbre nel sangue (A Fever in the Blood), regia di Vincent Sherman (1961)
- Desiderio nel sole (The Sins of Rachel Cade), regia di Gordon Douglas (1961)
- L'erede di Al Capone (Portrait of a Mobster), regia di Joseph Pevney (1961)
- Capobanda (The Music Man), regia di Morton DaCosta - arredamenti (1962)
- Sessualità (The Chapman Report), regia George Cukor (1962)
- I giorni del vino e delle rose (Days of Wine and Roses), regia di Blake Edwards (1962)
- Island of Love, regia di Morton DaCosta (1963
- Il grande safari (Rampage), regia di Phil Karlson (1963)
- Giorni caldi a Palm Springs (Palm Springs Weekend), regia di Norman Taurog (1963)
- My Fair Lady, regia di George Cukor - arredatore (1964)
- La tua pelle o la mia (None But the Brave), regia di Frank Sinatra (1965)
- La grande corsa (The Great Race), regia di Blake Edwards - arredatore (1965)
- Lo strano mondo di Daisy Clover (Inside Daisy Clover), regia di Robert Mulligan - arredatore (1965)
- Chi ha paura di Virginia Woolf? (Who's Afraid of Virginia Woolf?), regia di Mike Nichols (1966)
- Due assi nella manica (Not with My Wife, You Don't!), regia di Norman Panama (1966)
- Intrighi al Grand Hotel
- Gli occhi della notte (Wait Until Dark), regia di Terence Young (1967)
- Mandato di uccidere
- Hello, Dolly!, regia di Gene Kelly - arredatore (1970)
- Non stuzzicate i cowboys che dormono (The Cheyenne Social Club), regia di Gene Kelly - arredatore (1970)
- L'amica delle 5 ½ (On a Clear Day You Can See Forever), regia di Vincente Minnelli - arredatore (1970)
- R.P.M.
- La macchina dell'amore
- Dirty Little Billy
- 1776, regia di Peter H. Hunt (1972)
- La signora a 40 carati (40 Carats), regia di Milton Katselas - arredatore (1973)
- Il giorno della locusta (The Day of the Locust), regia di John Schlesinger - arredatore (1975)

### Costumista

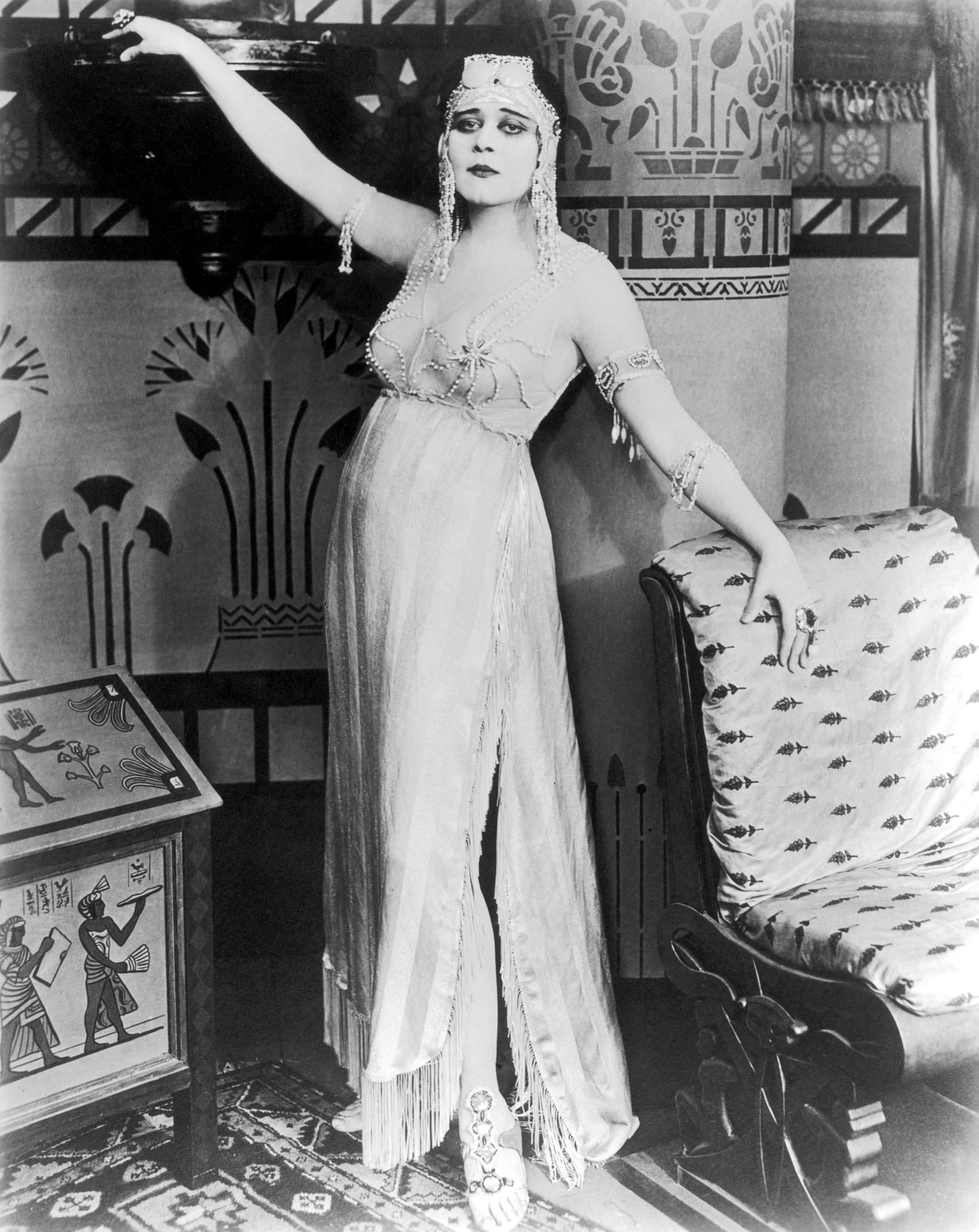
Theda Bara in Cleopatra (1917)

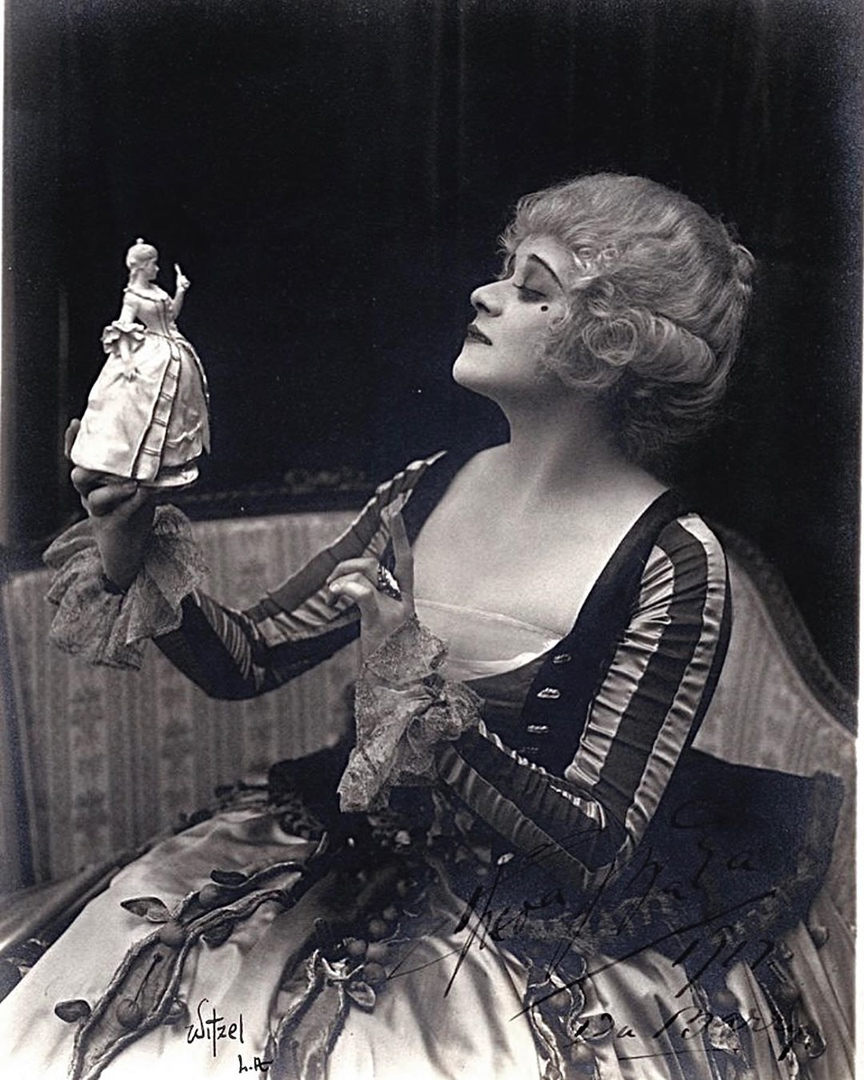
Theda Bara in Madame Du Barry (1917)

- Cleopatra, regia di J. Gordon Edwards (1917)
- Madame du Barry di J. Gordon Edwards - (con il nome George 'Neje' Hopkins) (1917)
- The Forbidden Path, regia di J. Gordon Edwards (1918)
- The Soul of Buddha, regia di J. Gordon Edwards (1918)
- Under the Yoke, regia di J. Gordon Edwards (1918)
- Salomè, regia di J. Gordon Edwards (1918)
- When a Woman Sins, regia di J. Gordon Edwards (1918)
- The She Devil, regia di J. Gordon Edwards (1918)
- The Light, regia di J. Gordon Edwards (1919)
- When Men Desire, regia di J. Gordon Edwards (1919)
- The Siren's Song, regia di J. Gordon Edwards (1919)
- A Woman There Was, regia di J. Gordon Edwards (1919)
- Kathleen Mavourneen, regia di Charles Brabin (1919)
- La Belle Russe, regia di Charles Brabin (1919)
- The Lure of Ambition, regia di Edmund Lawrence (1919)

### Sceneggiatore
- The She Devil, regia di J. Gordon Edwards (1918)
- A Woman There Was, regia di J. Gordon Edwards (1919)
- The Top of New York, regia di William Desmond Taylor (1922)
- La donna dalle quattro facce (The Woman with Four Faces), regia di Herbert Brenon (1923)

### Attore
- The Quack Quakers
- Cardenia rossa (The Hell Cat), regia di Reginald Barker (1918)